# Xymene huttoni
Xymene huttoni är en snäckart som först beskrevs av R. Murdoch 1900.  Xymene huttoni ingår i släktet Xymene och familjen purpursnäckor. Inga underarter finns listade i Catalogue of Life.